# Римокатоличка црква Светих Петра и Павла у Бачком Моноштору
Римокатоличка црква Светих Петра и Павла у Бачком Моноштору, у општини Сомбор, је подигнута на месту старије дрвене цркве 1752. године и убраја се у споменике културе у категорији непокретних културних добара од великог значаја.
Црква је саграђена као тробродна базилика, монументалних димензија, са средњим бродом вишим и ширим у односу на бочне. Са обе стране олтарске апсиде, споља полигоналне а изнутра полукружне, смештена је по једна сакристија правоугаоне основе. Над западном фасадом уздиже се висок звоник, фланкиран масивним зидом са меандрастим волутама, без фасадног украса. Већина покретног материјала припада крају 18. или почетку 19. века и радови су непознатих аутора. Својим сликарским квалитетима издваја се композиција патрона храма на главном олтару, за коју се претпоставља да је настала половином 18. века. На представи Св. Мартина бискупа, са бочног олтара, на северном зиду наоса, свој потпис је оставио Илија Лончаревић 1812. године.
Конзерваторско-рестаураторски радови изведени су 1977. и 1990. године.